# Aequidens
Aequidens – rodzaj słodkowodnych ryb okoniokształtnych z rodziny pielęgnicowatych (Cichlidae). Uważane za najstarsze i najbardziej pierwotne ewolucyjnie pielęgnice. W literaturze polskiej rodzaj Aequidens występuje pod nazwą akary.

## Występowanie
Ameryka Południowa

## Charakterystyka
Budowa typowa dla rodziny pielęgnicowatych. Ciało wysokie, niezbyt długie, bocznie spłaszczone. Płetwa grzbietowa i odbytowa wydłużona i ostro zakończona. U starszych osobników może pojawiać się garb na głowie. Osiągają od 8–25 cm długości.
Ikra jest składana na oczyszczonych przedmiotach, zwykle na kamieniach. Larwy przenoszone są do wcześniej przygotowanego dołka w podłożu. Obydwoje rodzice pilnują terytorium i opiekują się potomstwem.

## Klasyfikacja
Gatunki zaliczane do tego rodzaju:
| - Aequidens chimantanus Inger, 1956 - Aequidens diadema (Heckel, 1840) - Aequidens epae Kullander, 1995 - Aequidens gerciliae Kullander, 1995 - Aequidens mauesanus Kullander, 1997 - Aequidens metae Eigenmann, 1922 – akara żółta - Aequidens michaeli Kullander, 1995 - Aequidens pallidus (Heckel, 1840) - Aequidens paloemeuensis Kullander & Nijssen, 1989 | - Aequidens patricki Kullander, 1984 - Aequidens plagiozonatus Kullander, 1984 - Aequidens potaroensis Eigenmann, 1912 - Aequidens rondoni (Miranda Ribeiro, 1918) - Aequidens superomaculatum Hernández-Acevedo, Machado-Allison & Lasso, 2015 - Aequidens tetramerus (Heckel, 1840) - Aequidens tubicen Kullander & Ferreira, 1991 - Aequidens viridis (Heckel, 1840) |

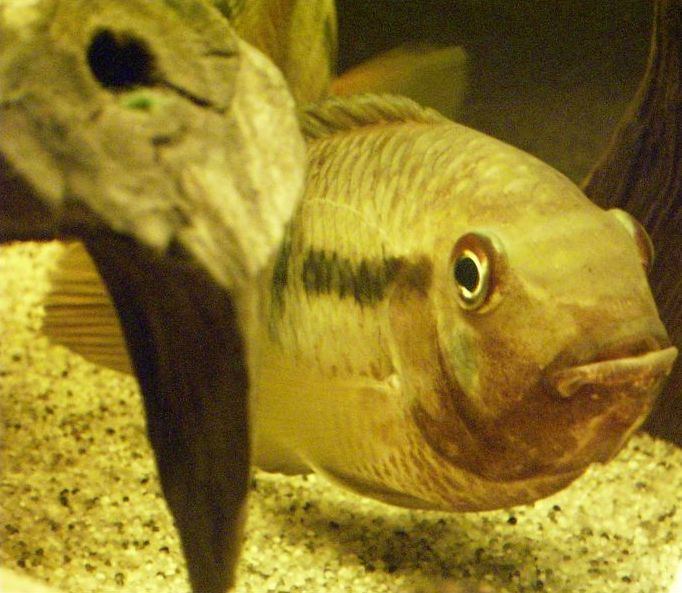
Aequidens tetramerus
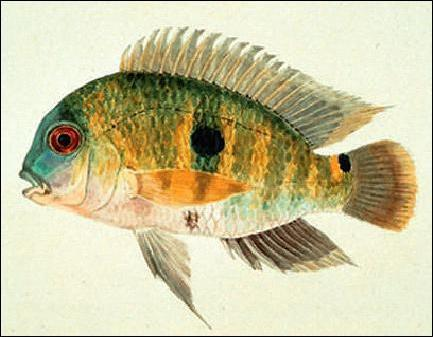
Aequidens viridis